# Rudolf Bielka
Rudolf Bielka (* 16. September 1916 in Dresden; † 17. Februar 1998 in Berlin) war ein deutscher Agrarwissenschaftler und Hochschullehrer für Gemüsebau an der Universität Rostock und an der Humboldt-Universität zu Berlin.

## Leben
Rudolf Bielka war der Sohn des Schmieds Richard Bielka († 1960) und dessen Ehefrau, die Sprechstundenhilfe Gertrud (geb. Barth).
Nach einer vierjährigen Volksschulzeit besuchte er von 1927 das Gymnasium zum Heiligen Kreuz in Dresden, das er mit der Unterprimareife beendete.
Er begann seine landwirtschaftliche Ausbildung 1934 auf dem damaligen Rittergut Heynitz bei Meißen und das zweite Lehrjahr auf dem Rittergut Wunschwitz; seine Gehilfenprüfung legte er auf dem Rittergut Porschwitz ab. 1936 wurde er Verwalter auf dem Gut Mauern bei Fürstenfeldbruck, einem Grünland- und Gemüsebaubetrieb mit angeschlossener Saatgutwirtschaft. Von dort erfolgte seine Einberufung zum Reichsarbeitsdienst und anschließendem zweijährigen Militärdienst.
1939 begann er als Gasthörer an der Martin-Luther-Universität Halle-Wittenberg Landwirtschaft zu studieren und legte nachträglich die Reifeprüfung ab.
Nach Ausbruch des Zweiten Weltkriegs wurde er zum Wehrdienst bei der Luftwaffe eingezogen und geriet 1942 als Feldwebel in Nordafrika in kanadische Kriegsgefangenschaft, aus der er 1947 entlassen wurde. Nach seiner Rückkehr setzte er das begonnene Studium an der Martin-Luther-Universität Halle fort, wo er 1949 sein Diplom als Landwirt erlangte. Anschließend war er am Institut für Obst- und Gemüsebau in Halle als wissenschaftlicher Assistent tätig und führte unter Eligius Freudl die gemüsebaulichen Feldversuche auf dem Versuchsgut Tornau bei Halle durch. Nach der Emeritierung von Eligius Freudl übernahm er unter Friedrich Hilkenbäumer die Leitung des Versuchsfeldes für Gemüsebau in Tornau. Seine Promotion folgte 1951 mit der Arbeit Über die Rand- und Nachbarwirkung, den Einfluss der Fehlstellen und die Mindestteilstückgröße bei Gemüsefeldversuchen.
Seit 1952 war er als wissenschaftlicher Oberassistent an der Landwirtschaftlichen Fakultät der Karl-Marx-Universität in Leipzig tätig. Nach Gründung des Institutes für Gartenbau erhielt er als kommissarischer Abteilungsleiter den Auftrag, die Abteilung Gemüsebau aufzubauen. Neben der Leitung der Abteilung Gemüsebau war er von 1953 bis 1957 mit der Wahrnehmung der Geschäfte der Abteilung Obstbau beauftragt. Nach Auflösung des Institutes für Gartenbau und Angliederung dieser beiden Abteilungen an das Institut für Sonderkulturen wurde ihm 1959, nach dem Tode von Erich Fürchtegott Heeger, die Geschäftsführung des Institutes übertragen. Im Jahre 1960 übernahm Fritz Eisenhuth als Direktor das Institut für Sonderkulturen. Im Rahmen der Lehrtätigkeit wurden Rudolf Bielka ab 1952 Lehraufträge über die Fächer Gemüsebau für Landwirte und Gemüsebau für Gärtner sowie Versuchswesen erteilt.
1961 habilitierte er sich an der Universität Leipzig mit einer Arbeit über die Qualität von hydroponisch kultiviertem Gemüse. Im selben Jahr wurde er zum Dozenten am Institut für Acker- und Pflanzenbau der Universität Leipzig ernannt und war darauf von 1961 bis 1970 Professor für Gemüsebau an der Universität Rostock; in dieser Zeit war er auch von 1961 bis 1968 Leiter der Abteilung Gemüsebau des Instituts für Acker- und Pflanzenbau. Anschließend war er von 1970 bis 1973 ordentlicher Professor für Gemüsebau an der Humboldt-Universität zu Berlin, bevor er aus gesundheitlichen Gründen vorzeitig emeritiert wurde.
Rudolf Bielkas Forschungsschwerpunkte lagen im Bereich des Gemüsebaus, insbesondere in der Qualitätssicherung und den Agrotechnikverfahren. Sein Engagement in der akademischen Selbstverwaltung und seine zahlreichen Lehrveranstaltungen für Studierende der Landwirtschaft trugen zur Ausbildung vieler Fachkräfte im Bereich Gemüsebau bei.
Rudolf Bielka veröffentlichte zahlreiche wissenschaftliche Arbeiten und Bücher, die für die Agrarwissenschaft von Bedeutung waren.

## Ehrungen und Auszeichnungen
Für seine Leistungen in der Agrarwissenschaft erhielt Rudolf Bielka 1960 die Medaille für ausgezeichnete Leistungen.

## Schriften (Auswahl)
- Die Ertragsschwankungen der Trockenspeiseerbsen. In: Die Deutsche Landwirtschaft, Band 7. 1952. S. 365 ff.
- Über die Rand- und Nachbarwirkung, den Einfluss der Fehlstellen und die Mindestteilstückgröße bei Gemüsefeldversuchen. In: Archiv für Gartenbau, Band 1. 1953. S. 112–202.
- Versuchswesen im Gartenbau im Dienst der Praxis. In: Deutsche Gärtnerpost, Nr. 2. 1953. S. 3 ff.
- G. Friedrich; Rudolf Bielka: Der Einfluss der Pflanzweiten auf Ertrag und Qualität der Kohlgewächse in Trockengebieten. In: Querschnitt durch den neuen Gartenbau, Band 2. 1953. S. 132–139.
- Gemüsezwischenfruchtbau. In: Schriftenreihe der Deutschen Akademie der Landwirtschaftswissenschaften für die Landwirtschaftlichen Produktionsgenossenschaften, Heft 17. 1953. S. 1–40.
- Rudolf Bielka und H. J. Hildebrandt: Bodendeckungsversuche im Gemüsebau. In: Archiv für Gartenbau, Band 2. 1954. S. 161–171.
- Rudolf Bielka und H. J. Hildebrandt: Bodenbedeckung auch im Gemüsebau? In: Der Deutsche Gartenbau, Band 1. 1954. S. 206–210.
- Gemüsesamenbau. In: Schriftenreihe der Deutschen Akademie der Landwirtschaftswissenschaften für die Landwirtschaftlichen Produktionsgenossenschaften, Heft 64. 1955. S. 1–39.
- Gemüsebau. In: Lehrbriefe für das Fernstudium der Landwirtschafts-Gärtner-Fakultät der Karl-Marx-Universität, Nr. 1. 1956. S. 1–94.
- Tiefpflanzen von Kohl. In: Mitschurin-Bewegung, Nr. 5. 1956. S. 621–623.
- Die Agrotechnik der Jungpflanzenanzucht für den Feldgemüsebau. In: Sad 1 Ogorod, Nr. 95, Heft 2. 1957S. 31–33 (russ.).
- Grundriss des Feldgemüsebaues. Eine Einführung für Studierende der Landwirtschaft. Berlin, Deutscher Bauernverlag. 1957.
- Bessere Gemüseversorgung durch feldmäßigen Schwarzwurzelanbau. In: Mitschurin-Bewegung, Nr. 7. 1958. S. 820–823; 860–861.
- Rudolf Bielka und K. H. Kaletta: Versuche zur Gemüsejungpflanzenanzucht mit unterschiedlich hergestellten Erdballen. In: Der Deutsche Gartenbau, Nr. 5. 1958. S. 260–262.
- Aktuelle Probleme des Feldgemüsebaues in sozialistischen Großbetrieben. In: Vorträge der 6. Vortragstagung der Landschafts-Gärtner-Fakultät der Karl-Marx-Universität Leipzig vom 27. bis 29. März 1958. Berlin, Deutscher Bauernverlag. 1958. S. 63–70.
- Verstärkt den Schwarzwurzelanbau! In: Deutsche Gärtnerpost, Band 11, Nr. 2. 1959. S. 11ff. und Nr. 3. S. 8 ff.
- Zwiebel und Porree in Rein- und Mischanbau. In: Deutsche Gärtnerpost, Band 11, Nr. 12. 1959. S. 4 ff.
- Ein Beitrag zur Jarowisation thermophiler Gemüsearten. In: Wissenschaftliche Zeitschrift der Karl-Marx-Universität Leipzig. Mathematisch-Naturwissenschaftliche Reihe, Band 8. 1959. S. 681–692.
- In memoriam Prof. Dr. habil Erich Fürchtegott Heeger. In: Archiv für Gartenbau, Band VII. 1959. S. 314–317.
- Wann pikieren, wie düngen? In: Deutsche Gärtnerpost, Nr. 51. 1959. S. 5 ff.
- Ein Beitrag zur Frage der Vorfruchtwirkung von Porree und Zwiebel. In: Der Deutsche Gartenbau, 6. Jahrgang. 1959. S. 299–300.
- Frostschutzberegnung zur Jungpflanzenüberwinterung für den Feldgemüsebau. In: Die Deutsche Landwirtschaft, Nr. 11. 1960. S. 70–72.
- Zur Frostschutzberegnung von Frühbeetkästen als Jungpflanzenüberwinterungsmethode. In: Der Deutsche Gartenbau, 7. Jahrgang. 1960. S. 64–65.
- Porree-Zwiebel-Mischkultur ist rentabel. In: Deutsche Gärtnerpost, Band 12, Nr. 11. 1960. S. 398–100.
- Ertragssteigerung im Feldgemüsebau durch Bodenbedeckung. In: Der Deutsche Gartenbau, 7. Jahrgang. 1960. S. 299–300.
- Wie groß soll ein Gemüseschlag sein? In: Deutsche Gärtnerpost, Band 12, Nr. 20. 1960. S. 5.
- Ein Beitrag zur Jarowisation thermophiler Gemüsearten. In: Archiv für Gartenbau, Band VIII. 1960. S. 383–398.
- Ein Beitrag zur Frage der Bodenbedeckung mit organischen Materialien zu Gemüsekulturen. In: Internationale Zeitschrift der Landwirtschaft, Nr. 3. 1960. S. 73–86.
- Über Ergebnisse ehemischer und biologischer Untersuchungen wertbestimmender Merkmale von hydroponisch kultiviertem Gemüse. Karl-Marx-Universität Leipzig. 1961.
- Zum Anbau von Knollenfenchel. Der Deutsche Gartenbau. 1961. S. 171–173; 189–190.
- Rekonstruktion und Entwicklung von Spezialanbaugebieten für Gemüsebau. In: Der Deutsche Gartenbau, Sonderheft als Beilage zu Heft 3, 12–16. Vortrag, gehalten am 29. April 1961 anlässlich der Eröffnung der 1. Internationalen Gartenbauausstellung sozialistischer Länder in Erfurt. 1962.
- Zur Einrichtung von Gemüsespezialbetrieben im Bezirk Rostock. Empfehlungen für die Praxis 1962, Nr. 4, 1–20. Rat des Bezirkes Rostock, Abt. Landwirtschaft, Erfassung und Forstwirtschaft, Agrarpropaganda.
- Knollenfenchel – eine neue Gemüseart. In: Urania, Nr. 25. 1962. S. 471–474.
- Spätkohl will früh gepflanzt sein. In: Bauern-Roho, Nr. 28. 1963. S. 7.
- Spätkohl bringt höhere Erträge bei früherer Pflanzung. In: Deutsche Gärtnerpost, Band 15, Nr. 6. 1963. S. 5.
- Hohe und sichere Spätkohlerträge durch frühe Pflanzung. In: Der Deutsche Gartenbau, Nr. 10. 1963. S. 93–96.
- Über die Ertragshöhe von Kopfkohl nach Pflanzung und Direktaussaat. In: Deutsche Gärtnerpost, Band 15, Nr. 25. 1963. S. 3.
- Rudolf Bielka; Klaus Krahnstöver: Diskussionsbeitrag zu Fragen der kontinuierlichen Gemüseversorgung. In: Der Deutsche Gartenbau, Nr. 11. 1964. S. 117–120.
- Zum Anbau von Gemüsekürbis. In: Der Deutsche Gartenbau, Nr. 12. 1965. S. 31–33.
- Zur Jungpflanzenzucht von Spätkopfkohl. In: Der Deutsche Gartenbau, Nr. 12. 1965. S. 67–68.
- Rudolf Bielka; A. Mügge: Über den Einfluss der Bearbeitungshäufigkeit während der Pflegeperiode auf den Ertrag von Kohlgewächsen. In: Zur Ertrags- und Qualitätssteigerung im Gemüsebau, Sammelband 53–73. 1965.
- Der „kritische Termin“ bei der Produktion von spätem Kopfkohl. In: Deutsche Gärtnerpost, Band 17, Nr. 19. 1965. S. 5.
- Rudolf Bielka; Thomas Geissler (Hrsg.): Freilandgemüseproduktion. Berlin, 1976.
- Industriemäßige Produktion von Gemüse: Kopfkohl, Rosenkohl. Berlin, 1980.